# La Fée Printemps (film, 1902)
Pour les articles homonymes, voir La Fée Printemps.
Pour plus de détails, voir Fiche technique et Distribution.
La Fée Printemps est un film muet français en deux tableaux, réalisé par Ferdinand Zecca, produit par Pathé Frères et sorti en 1902.

## Synopsis
D'après le catalogue Pathé: 

« C'est l'hiver, La neige tombe. L’aspect désolé de la campagne jette sur ce tableau sa note mélancolique. Une pauvre paysanne attend son mari, parti chercher du bois dans la forêt. Quand il arrive enfin, ils se lamentent sur leur triste sort. S’ils avaient seulement un enfant ! Ce vœu a été entendu par la fée Printemps qui leur apparaît. D’un coup de sa baguette magique, elle transforme le décor qui se change en un paysage riant et fleuri. Eux-mêmes sont recouverts de riches costumes. La fée appelle les fleurs qui viennent dans sa main former un magnifique bouquet aussitôt changé en un joli bébé rose qu’elle leur remet. Puis elle disparaît les laissant au comble de leur joie et de leurs désirs. »

## Fiche technique
- Réalisation : Ferdinand Zecca
- Décors : Vincent Lorant-Heilbronn[3]
- Coloriage au pochoir : atelier de Segundo de Chomón à Barcelone